# Tiempos de guerra
Tiempos de guerra est une série télévisée espagnole créée par Ramón Campos, Teresa Fernández-Valdés et Gema R. Neira et produite par Bambú Producciones pour Antena 3. La série s'articule autour de la guerre du Rif, où des personnages tels que Julia Ballester (Amaia Salamanca) et Carmen Angoloti (Alicia Borrachero) survivent au milieu de tant de morts, avec un casting choral composé d'un mélange d'acteurs confirmés tels que José Sacristán, Carmen Balagué et Alicia Borrachero, qui ont visité la ville où se déroule l'action, et de jeunes acteurs tels que Amaia Salamanca, Verónica Sánchez, Álex García, Anna Moliner, Alicia Rubio et Álex Gadea, entre autres. La série a été filmée par la chaîne Antena 3 dans les installations d'Atresmedia à San Sebastián de los Reyes (Madrid). Certains extérieurs ont été tournés sur l'île de Tenerife (îles Canaries).

## Contexte
Juillet 1921. Le gouvernement espagnol lutte pour maintenir ses possessions en Afrique du Nord, dans la région du Rif, où il est confronté à des groupes indigènes (rifains) qui résistent à la domination du protectorat espagnol du Maroc. L'avancée des rebelles rifains dirigés par Abd el-Krim semble inarrêtable, infligeant à l'armée espagnole une lourde défaite qui sera connue sous le nom de désastre d'Anoual.
L'armée espagnole bat en retraite de manière désorganisée alors que les Rifains sont attaqués depuis les hauteurs. Les pertes parmi les troupes espagnoles se comptent par milliers. Dans les hôpitaux de Melilla, médecins et infirmières se consacrent à un seul objectif : sauver la vie des soldats blessés sur le front.
Sur ordre de la reine Victoria Eugenia, la Croix-Rouge espagnole envoie un groupe d'infirmières dirigé par la duchesse de Victoria pour créer des hôpitaux dans les zones de conflit.

## Distribution

### Acteurs principaux
- Amaia Salamanca : Julia Ballester et Gómez de Rozas
- Álex García : Fidel Calderón Santacruz
- Anna Moliner : Magdalena Medina
- Verónica Sánchez : Pilar Muñiz de Soraluce
- Cristóbal Suárez : Luis Garcés
- Álex Gadea : Lieutenant Andrés Pereda
- Vicente Romero : Commandant Silva (Épisode 1 - Épisode 6)
- Alicia Rubio : Verónica Montellano
- Silvia Alonso : Susana Márquez de la Maza
- Daniel Lundh : Larbi Al Hamza
- Federico Pérez Rey : Guillermo Sanesteban
- Nuria Herrero : Raquel Fuentes
- Toni Agustí : Capitaine Agustín Somarriba
- Miguel Rellán : l'Adjudant Dámaso Fuentes
- Alicia Borrachero : María del Carmen Angoloti y Mesa « Duchesse de la Victoire »
- José Sacristán : Colonel Vicente Ruíz-Márquez

### Acteurs récurrents
- Ferran Rañé : Général Ibarra (Épisode 3 - Épisode 4; Épisode 6 - Épisode 12)
- Carmen Balagué : Manuela de la Maza (Épisode 1 - Épisode 13)
- Cuca Escribano : la Reine Victoire-Eugénie de Battenberg (Épisode 1; Épisode 4; Épisode 6; Épisode 9; Épisode 11; Épisode 13)
- Pepa Rus : Gloria Montellano (Épisode 10 - Épisode 13)
- Pilar Cano : Fernanda Gómez de Agüero (Épisode 6 - Épisode 13)
- Mercè Mariné : Rosario (Épisode 3; Épisode 7; Épisode 13)
- Eusebio Lázaro : Sacerdote (Épisode 13)
- Elio González : Campillo (Épisode 13)
- Rafael Ortiz : Soldat marié (Épisode 13)
- Federico Aguado : Roberto Molina (Épisode 7 - Épisode 12)
- Adryen Mehdi : Rachid (Épisode 1 - Épisode 6; Épisode 11 - Épisode 12)
- Anna Azcona : Aurelia « Leli », mère de Magdalena (Épisode 11 - Épisode 12)
- Álex O'Brien : Sergent (Épisode 11 - Épisode 12)
- David Marcé : Daniel de Zumárraga (Épisode 1; Épisode 4; Épisode 8 - Épisode 11)
- Marc Clotet : Alejandro Prada (Épisode 7 - Épisode 10)
- Samad Madkouri : Sheik (Épisode 10)
- Moussa Echarif : Mufid (Épisode 9 - Épisode 10)
- Ignacio Ysasi : secrétaire (Épisode 1 ; Épisode 5 - épisode 6 ; épisode 10)
- Javier Raya : Herranz (Épisode 10)
- Nabil Karma : Rifeño Jaima (Épisode 10)
- Marcel Borràs : Alférez Pedro Ballester et Gómez de Rozas (Episode 1 - Episode 9)
- Aránzazu Duque : Matilde (Épisode 1 - Épisode 9)
- Youssef Bougarovaney : Ahmed (Épisode 1 - Épisode 2 ; Épisode 4 ; Épisode 7 - Épisode 8)
- Xurxo Ávila : Sanchís (Épisode 7 - Épisode 8)
- Álex Martínez : Román (Épisode 4 - Épisode 7)
- Manuel Tejera : Soldado Blocao (Épisode 7)
- Enrique Asenjo : Sotelo (Épisode 4 - Épisode 5)
- Antonio Rasposo : Prisonnier Axdir (Épisode 1 - Épisode 5)
- Mario Sánchez : Sergent des communications (Épisode 5)
- Victor Castillo : Blessé (Episode 5)
- Mario Alonso : Soldat (Épisode 3 - Épisode 5)
- Juan Alberto López : Fournisseur (Épisode 5)
- Raúl Jiménez : Mendoza (Épisode 1 - Épisode 4)
- Luis de Santa : Comandante Marchena (Épisode 4)
- Nasser Saleh : Abdallah (Épisode 3 - Épisode 4)
- Said Taibi : prison de Rifeño (Épisode 1 - Épisode 4)
- Oliver Morellón : Sergent (Épisode 2 - Épisode 3)
- Raúl Pulido : blessé dans les toilettes (Épisode 3)
- Víctor Antolí : Caporal suppléant (Épisode 3)
- Ben Zahra : Colporteur (Épisode 3)
- Bruno Silva : Soldat (Épisode 1 - Épisode 2)
- Hugo Alejo : Caporal de la Garde (Épisode 2)
- Mohammed Said Lahari : Hakim (Épisode 2)
- Óscar Morchón : Santos (Épisode 2)
- Miguel Ángel Amor : Blessé (Épisode 2)
- Mélida Molina : Mère de Julia (Épisode 1)
- Esperanza de la Vega : Mère de Pilar (Épisode 1)
- Néstor Barreto : Soldat (Épisode 1)
- Adam Quintero : Cousin Alberto (Épisode 1)
- Angelo Olivier : Padre (Épisode 1)
- Óscar Ramos : Pereda (Épisode 1)
- Íñigo de Lascoiti : Sergent (Épisode 1)
- Carlos Lorenzo : Docteur Docker (Épisode 1)

## Épisodes et audiences
| Saison | Saison | Épisodes | Premier           | Final            | Audience moyenne | Audience moyenne |
| Saison | Saison | Épisodes | Premier           | Final            | Spectateurs      | Quota            |
| ------ | ------ | -------- | ----------------- | ---------------- | ---------------- | ---------------- |
|        | 1      | 13       | 20 septembre 2017 | 20 décembre 2017 | 2 306 000        | 15,5%            |

### Première saison (2017)
| N. ° (série) | N. ° (Saison) | Titre                       | Directeur(s)            | Date d'émission   | Audience          |
| ------------ | ------------- | --------------------------- | ----------------------- | ----------------- | ----------------- |
| 1            | 1             | « Destino : Áfica »         | David Pinillos          | 20 septembre 2017 | 2 721 000 (17,5%) |
| 2            | 2             | «Todos son héroes »         | David Pinillos          | 27 septembre 2017 | 2 739 000 (18,6%) |
| 3            | 3             | « Promesa de salvación »    | Manuel Gómez Pereira    | 4 octobre 2017    | 2 289 000 (15,1%) |
| 4            | 4             | « Querida Julia »           | Manuel Gómez Pereira    | 11 octobre 2017   | 2 157 000 (14,5%) |
| 5            | 5             | « El rescate »              | Eduardo Chapero-Jackson | 18 octobre 2017   | 2 293 000 (15,2%) |
| 6            | 6             | « La reina enfermera »      | Eduardo Chapero-Jackson | 25 octobre 2017   | 2 128 000 (14,3%) |
| 7            | 7             | « El desquite »             | Manuel Gómez Pereira    | 1er novembre 2017 | 1 998 000 (13,9%) |
| 8            | 8             | « Los que nunca se rinden » | Manuel Gómez Pereira    | 8 novembre 2017   | 2 233 000 (15,6%) |
| 9            | 9             | « El último adiós »         | David Pinillos          | 15 novembre 2017  | 2 206 000 (15,1%) |
| 10           | 10            | « El compromiso »           | David Pinillos          | 22 novembre 2017  | 2 281 000 (15,5%) |
| 11           | 11            | « La verdad por delante »   | Manuel Gómez Pereira    | 29 novembre 2017  | 2 265 000 (15,5%) |
| 12           | 12            | « Sólo tenemos una vida »   | Manuel Gómez Pereira    | 13 décembre 2017  | 2 362 000 (15,7%) |
| 13           | 13            | « 20 de diciembre de 2017 » | David Pinillos          | 20 décembre 2017  | 2 305 000 (15,6%) |